# Кропивницьке (Волноваський район)
Кропи́вницьке — село (до 2011 року — селище) Хлібодарівської сільської громади Волноваського району Донецької області України.

## Загальні відомості
Кропивницьке підпорядковане Степнянській сільській раді. Відстань до райцентру становить близько 26 км і проходить автошляхом місцевого значення.

## Населення

### Мова
Розподіл населення за рідною мовою за даними перепису 2001 року:
| Мова       | Кількість | Відсоток |
| ---------- | --------- | -------- |
| українська | 175       | 62.5%    |
| російська  | 105       | 37.5%    |
| Усього     | 280       | 100%     |

За даними перепису 2001 року населення села становило 280 осіб, із них 62,5 % зазначили рідною мову українську та 37,5 % — російську.

## Географія
У селі бере початок річка Яр Осози.